# Maison de Montefeltro
La famille de Montefeltro est une famille marchesane qui gouverna la cité d'Urbino puis le duché d'Urbino, un État qui comprenait la partie septentrionale de l'actuelle région des Marches.

Leur ascendance est celle des comtes de Carpegna. La famille a donné son nom à la région italienne éponyme du Montefeltro.

## Histoire

### Origines
Le lignage apparait au  XIe siècle, d'abord comme comte de Carpegna et de Pietrarubbia avec Oddantanio Ier, puis il prend le titre de comte de Montefeltro sous Antoine Ier (1150-v. 1184). Ce dernier domine les Marches en s'emparant de petits centres urbains comme Cagli et Gubbio.

### Comtes d'Urbino
Le premier Montefeltro à porter le titre de comte d'Urbino est Bonconte (1202-1242). Ses successeurs Montefeltrano II (1242-1248), Guido Ier (1258-1298) et Frédéric Ier (1305-1322) doivent résister aux nombreuses tentatives de la papauté de réinstaurer son pouvoir à Urbino. Grâce au départ de la papauté en Avignon, Nolfo Ier (1323-1364) parvient à asseoir sa seigneurie. Il obtient le titre de vicaire impérial en 1348, puis de vicaire pontifical en 1355 ce qui confirme sa légitimité. Une carrière de condottiere au service des Visconti et de Venise lui assure une certaine richesse. Son neveu, Antoine II (1364-1404) perd temporairement le contrôle de la ville au profit de la papauté de 1369 à 1376. Il la récupère, et à sa mort la seigneurie des Montefeltro sur Urbino et Gubbio semble désormais acquise.
Son fils qui lui succède, Guidantonio (1404-1443) doit aussi sa richesse à une carrière de condottiere au service du pape en tant que capitaine général des armées pontificales et comme grand connétable du royaume de Naples en 1411.

### Duché d'Urbino
Afin de sceller l'alliance entre la papauté et les Montefeltro, le pape Eugène IV, en 1443, nomma Oddantonio II de Montefeltro duc d'Urbino, cité qui devint la capitale de l'État et qui allait devenir l'un des centres majeurs de la Renaissance italienne. Fréderic, fils naturel de Guidantonio, s'empare du pouvoir en 1444 après l'assassinat de son demi-frère et après avoir concédé à la population révoltée une charte en vingt articles pacifiant les rapports entre le seigneur et sa ville.
Son déclin commença avec le transfert de la capitale à Pesaro en 1523.

## Lignée dynastique

carte de Montefeltro

### Comte souverain de Carpegna et Pietrarubbia
- XIe siècle : Oddantonio Ier de Montefeltro

### Comtes de Montefeltro
- 1150-ca 1184 : Antoine Ier († ca 1184)
- v. 1184-1202 : Montefeltrano Ier (ca 1135-San Leo, 1202)
- 1202-1242 : Bonconte Ier (1165-1242)

### Comtes d'Urbino
- 1234-1242 : Bonconte Ier (d°)
- 1242-1255 : Montefeltrano II († 1255)
- 1255-1285 : Guy Ier (1223-1298)[2]
- 1286-1295 : contrôle papal
- 1295-1298 : Guy Ier
- 1298-1305 : contrôle papal
- 1305-1322 : Frédéric Ier († 1322), 4e comte, fils du précédent
- 1322-1360 : Guido II et Nolfo (v.1290 - 1364)
  - 1322-1324 : contrôle papal
- 1360-1363 : Frédéric II (v.1370)
- 1363-1404 : Antoine II de Montefeltro (1348-1404)
  - 1369-1375 : contrôle papal
- 1404-1443 : Guidantonio da Montefeltro (1377-1443)

### Seigneurs d'Urbino
- 1323-1364 : Nolfo da Montefeltro (ca 1290-1364), vicaire impérial en 1348, vicaire pontifical en 1355, fils du précédent
- 1364-1369 : Antoine II (1348-1404), Nolfo II (NC) et Galasso (NC), tous trois petits-fils du précédent
- 1369-1376 : contrôle papal
- 1376-1404 : Antoine II de Montefeltro, vicaire pontifical en 1390
- 1404-1443 : Guidantonio da Montefeltro (1377-1443), vicaire pontifical en 1404, fils du précédent

### Ducs d'Urbino

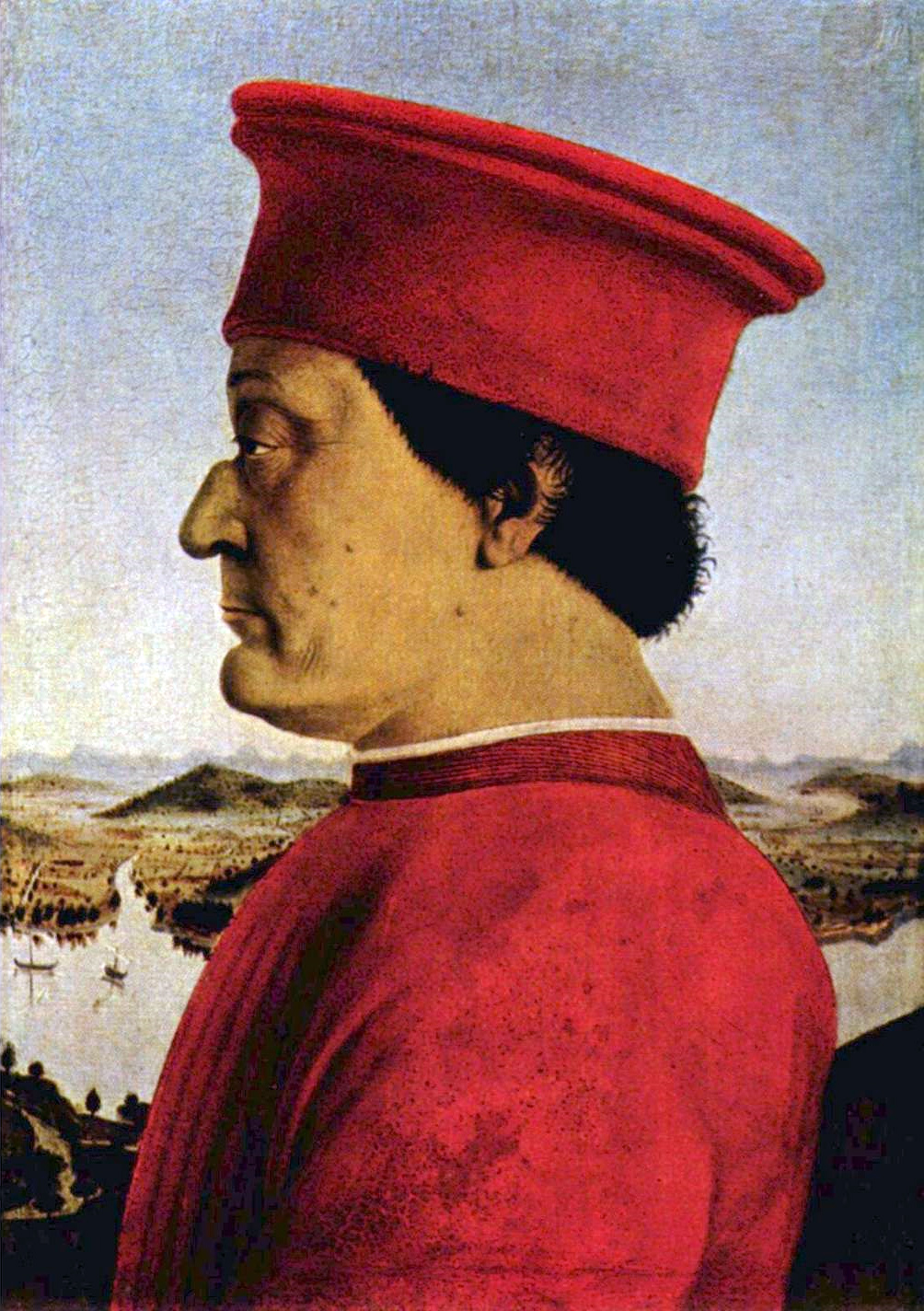
Frédéric III de Montefeltro portrait de Piero della Francesca

- 1443-1444 : Oddantonio II (1427-1444), 1er duc, vicaire pontifical, fils du précédent
- 1444-1482 : Frédéric III (1422-1482), connu comme Frédéric de Montefeltro, vicaire pontifical puis 2e duc en 1474, frère naturel légitimé du précédent
- 1485-1508 : Guidobaldo Ier (1472-1508), fils du précédent

en 1502, le duché est envahi et occupé par les troupes de César Borgia jusqu'en 1506
En 1508, le duché devient possession de la famille Della Rovere.

## Autres personnalités
- Bonconte de Montefeltro (1250-1289) condottiere gibelin, à ne pas confondre avec le comte Bonconte Ier (1165-1242)
- Conrado de Montefeltro : fils de Taddeo de Montefeltro
- Taddeo de Montefeltro : trois personnages divers